# Duripelta
Genre
Duripelta est un genre d'araignées aranéomorphes de la famille des Orsolobidae.

## Distribution
Les espèces de ce genre sont endémiques de Nouvelle-Zélande.

## Liste des espèces
Selon World Spider Catalog (version 15.5, 1/11/2014) :
- Duripelta alta Forster & Platnick, 1985
- Duripelta australis Forster, 1956
- Duripelta borealis Forster, 1956
- Duripelta egmont Forster & Platnick, 1985
- Duripelta hunua Forster & Platnick, 1985
- Duripelta koomaa Forster & Platnick, 1985
- Duripelta mawhero Forster & Platnick, 1985
- Duripelta minuta Forster, 1956
- Duripelta monowai Forster & Platnick, 1985
- Duripelta otara Forster & Platnick, 1985
- Duripelta pallida (Forster, 1956)
- Duripelta paringa Forster & Platnick, 1985
- Duripelta peha Forster & Platnick, 1985
- Duripelta scuta Forster & Platnick, 1985
- Duripelta totara Forster & Platnick, 1985
- Duripelta townsendi Forster & Platnick, 1985
- Duripelta watti Forster & Platnick, 1985

## Publication originale
- Forster, 1956  : New Zealand spiders of the family Oonopidae. Records of the Canterbury Museum, vol. 7, no 2, p. 89-169.